# Переможное (Акимовский район)
Перемо́жное (укр. Переможне) — посёлок,
Переможненский сельский совет,
Акимовский район,
Запорожская область,
Украина.
Код КОАТУУ — 2320383601. Население по переписи 2001 года составляло 892 человека.
Является административным центром Переможненского сельского совета, в который, кроме того, входят посёлки
Трудовое и
Акимовское.

## Географическое положение
Посёлок Переможное находится на расстоянии в 2 км от села Степовое.

## История
- 1851 — дата основания как село Свинолуповка.
- январь 1918 — установление Советской власти.
- В 1921 году создана трудовая артель им. Шевченко.
- 1931 — образование совхоза «Переможець».
- В 1932 году переименовано в село Переможное.
- В феврале 2022 года оккупирован Россией

## Экономика
- «Переможец», производственный кооператив.

## Объекты социальной сферы
- Школа.
- Детский сад.
- Дом культуры.
- Участковая больница.

## Достопримечательности
- Братская могила советских воинов.

## Известные жители
- Кочерга Д. А. (1914—1974) — директор совхоза «Переможець» (1954—1970), кавалер ордена Ленина.
- Смольниченко Д. К. — механизатор, кавалер ордена Ленина.
- Сечин И. К. (1910—1979) — механизатор, кавалер ордена Ленина.